# متحف ما قبل التاريخ اللبناني

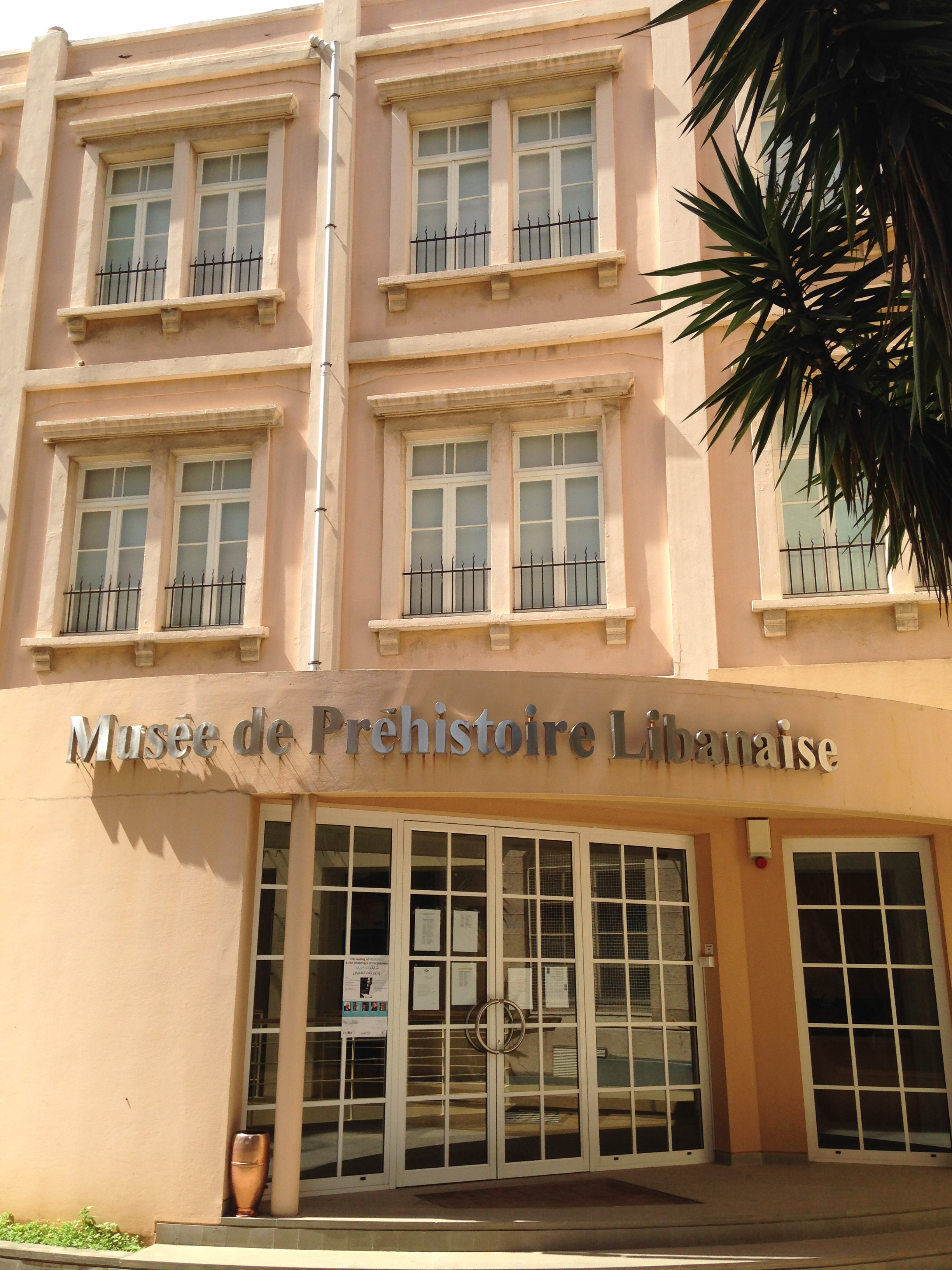
متحف ما قبل التاريخ اللبناني

متحف عصور ما قبل التاريخ في لبنان هو هو أول متحف متخصص في عصور ما قبل التاريخ في الشرق العربي. افتتح في تموز 2ام 2000 من قبل كلية الآداب والعلوم الإنسانية في جامعة القديس يوسف في بيروت، بجهد من الآباء اليسوعيين ويضم مركز بحوث ومكتبة متخصصة للباحثين.
يمتد المتحف على طابقين واسعين، يضم 22 واجهة تعرض فيها نحو 500 قطعة أثرية اختيرت من قبل مجموعة الآباء اليسوعّيين. تمثل هذه القطع تطّور الإنسان، طرق عيشه والأدوات التي صنعها واستخدمها عبر العصور. كما يضم المتحف خرائط للمواقع الأثرية وصوراً ومجسمات ولوحات تقدم الشروحات باللغتين الفرنسية والعربية. ويعرض المتحف فيلما وثائقيا حول عصور ما قبل التاريخ في لبنان باللتين لفرنسية والعربية.

## أهداف المتحف
أما أهداف المتحف فهي:
1. التعريف بآثار لبنان العائدة إلى عصور ما قبل التاريخ
2. توعية الزائر على أهمية هذا الإرث ووجوب الحفاظ عليه.
3. اطلاع الشباب، لا سيما تلاميذ المدارس، على تاريخ لبنان قبل الفينيقيين وعلى الدور الذي لعبه لبنان كهمزة وصل بين أفريقيا وآسيا وأوروبا في عصور ما قبل التاريخ.
4. استقبال الطلاب والاختصاصيين اللبنانيين والأجانب الذين يعملون في حقل عصور ما قبل التاريخ.
5. تقديم الدعم للباحثين في التاريخ لبنان القديم.

## أهم المعروضات
يستضيف المتحف طيفاً من المؤتمرات والمعارض، منها «تراث داروِن»، «لوحات فريديريك حسيني» و«أحفورات بحرية من لبنان». كما يعرض ما جمعه هنري فلايش من أرشيف صوري للدمار الذي ألحقه التمدن الجائر لنحو 60 عاماً مواقع مثل طرابلس وجبيل، وطبرجا وخليج جونيه وأنطلياس وكهوف، وراس بيروت والناعمه. كما يضم آلاف الصور واللوحات المنقوشة أُخِذت من ساحل وجبال لبنان ووادي البقاع تبين مواقع كانت مأهولة بـأشباه الإنسان ممن يسيروا على قدمين لنحو مليون سنة قبل ظهور الفينيقيين.